# 延慶 (日本)
延慶（1308年十月九日至1311年四月二十八日）是日本的年號之一。這個時代的天皇是花園天皇，由伏見上皇實施院政。鎌倉幕府征夷大將軍為久明親王與守邦親王，執權為北條師時。

## 改元
- 德治三年十月九日（1308年11月22日）改元延慶
- 延慶四年四月二十八日（1311年5月17日）改元應長

## 出處
《後漢書卷二十二·朱景王杜馬劉傅堅馬列傳論》：「建武之世，侯者百餘，若夫數公者，則與參國議，分均休咎，其餘並優以寬科，完其封祿，莫不終以功名延慶于後。」

## 紀年、西曆、干支對照表
| 延慶       | 元年   | 二年   | 三年   | 四年   |
| ---------- | ------ | ------ | ------ | ------ |
| 儒略曆日期 | 1308年 | 1309年 | 1310年 | 1311年 |
| 干支       | 戊申   | 己酉   | 庚戌   | 辛亥   |